# German Open 1976
Die German Open 1976 im Badminton fanden vom 5. bis zum 7. März in Mülheim an der Ruhr statt. Es war die 21. Austragung der internationalen Titelkämpfe von Deutschland im Badminton.

## Sieger und Platzierte
| Disziplin    | Gold                          | Silber                      | Bronze                            |
| ------------ | ----------------------------- | --------------------------- | --------------------------------- |
| Herreneinzel | Paul Whetnall                 | Flemming Delfs              | Ray Stevens                       |
| Herreneinzel | Paul Whetnall                 | Flemming Delfs              | Sture Johnsson                    |
| Dameneinzel  | Gillian Gilks                 | Lene Køppen                 | Eva-Maria Kranz                   |
| Dameneinzel  | Gillian Gilks                 | Lene Køppen                 | Marieluise Zizmann                |
| Herrendoppel | Bengt Fröman Thomas Kihlström | Ray Stevens Mike Tredgett   | Horst Lösche Michael Schnaase     |
| Herrendoppel | Bengt Fröman Thomas Kihlström | Ray Stevens Mike Tredgett   | Willi Braun Roland Maywald        |
| Damendoppel  | Gillian Gilks Susan Whetnall  | Barbara Giles Jane Webster  | Karin Kucki Vera Martini          |
| Damendoppel  | Gillian Gilks Susan Whetnall  | Barbara Giles Jane Webster  | Irmgard Gerlatzka Barbara Beckett |
| Mixed        | Mike Tredgett Nora Gardner    | Steen Skovgaard Lene Køppen | Derek Talbot Gillian Gilks        |
| Mixed        | Mike Tredgett Nora Gardner    | Steen Skovgaard Lene Køppen | Gerhard Kucki Vera Martini        |

## Finalresultate
| Disziplin    | Sieger                        | Finalist                    | Ergebnis         |
| ------------ | ----------------------------- | --------------------------- | ---------------- |
| Herreneinzel | Paul Whetnall                 | Flemming Delfs              | 17–14, 15–10     |
| Dameneinzel  | Gillian Gilks                 | Lene Køppen                 | 5–11, 11–6, 11–6 |
| Herrendoppel | Bengt Fröman Thomas Kihlström | Ray Stevens Mike Tredgett   | 17–15, 17–15     |
| Damendoppel  | Gillian Gilks Susan Whetnall  | Barbara Giles Jane Webster  | 15–11, 15–9      |
| Mixed        | Mike Tredgett Nora Gardner    | Steen Skovgaard Lene Køppen | 15–9, 15–10      |